# Сушон, Ален
Але́н Сушо́н (фр. Alain Souchon; род. 27 мая 1944, Касабланка, Марокко) — французский актёр, певец, композитор и автор песен.

## Биография
Родился в семье учёного и писательницы. В конце 1944 года семья переехала в Париж.
В 1959 году, когда Алену было неполных 15 лет, он вместе со своей семьёй попал в серьёзную автокатастрофу, в которой погиб его отец. Смерть отца глубоко шокировала будущего артиста. В 1977 году он записал песню «Dix-huit ans que je t’ai à l'œil», посвящённую этому трагическому событию.
После смерти отца семья испытывала финансовые затруднения. Мать отправила Алена во французский лицей в Англии, куда он не был принят и был вынужден зарабатывать на жизнь случайными заработками. По возвращении в Париж начал выступать с небольшими концертами на различных площадках, а в 1971 году на студии Pathé выпустил 3 пластинки на 45 оборотов, которые, впрочем, успеха не имели.
Первый большой успех ждал Сушона в 1973 году, когда на музыкальном конкурсе Rose d’or d’Antibes он представил песню «L’amour 1830». Сушон был тогда удостоен специальных наград по версии музыкальных критиков и прессы.
В 1974 году Сушон знакомится с начинающим музыкантом Лораном Вульзи. Они начинают сотрудничать, и уже в том же году выходит дебютный альбом Сушона «J’ai dix ans» (известен одноимённый заглавный трек с альбома), к которому Вульзи написал часть музыки и аранжировал треки. Сам Сушон писал тексты всех песен и исполнял их, но иногда писал и музыку.
В 1976, в сотрудничестве с Вульзи и частично с Мишелем Жоназом, Сушон выпускает свой второй альбом «Bidon». Одноимённая песня с альбома имела успех.
В дальнейшем Вульзи и Сушон много сотрудничали, несколько альбомов Сушона к ряду написаны исключительно ими двоими. Сушон же писал тексты к некоторым песням Вульзи — так, он написал слова к первому большому хиту Вульзи «Rockollection».
В 1983 году выходит альбом Сушона «On avance», написанный в соавторстве с Ивом Мартэном (псевдоним — Лионель Лерой), Мишелем Жоназом, Лораном Вульзи, Дэвидом МакНилом и Луи Шедидом. Последний написал музыку к композиции «On avance», ставшей ещё одним успехом Сушона.
В 1993 году выходит альбом певца «C’est déjà ça», в который вошла лучшая на сегодняшний день его песня «Foule sentimentale» (слова и музыка Сушона). С этим альбомом музыкант взял награду в номинациях «Лучший исполнитель года» и «Лучшая песня года» на церемонии вручения музыкальных премий Виктуар де ля мюзик (1994). В категории «Лучшая песня года» Сушон уже выигрывал с песней «Quand j’serai K.O.» (1990), однако слава этой песни была куда меньше. В 2005 году, в год 20-летия Victoires de la musique, песня «Foule sentimentale» была признана лучшей за оба десятилетия, в течение которых вручалась премия.
В декабре 2008 года вышел последний на сегодняшний день альбом Сушона «Écoutez d’où ma peine vient». Первый сингл с этого альбома — композиция «Parachute doré» какое-то время была доступна для бесплатного скачивания в полной версии на официальном сайте певца.
С конца 70-х Сушон снимается в кино, известность как актёру ему принесли роли в таких фильмах, как «Я вас люблю» и «Убийственное лето».

## Семья
В 1970 году Сушон женился, вскоре у него родился сын Пьер. Через несколько лет, в 1978 году в семье родился ещё один ребёнок — сын Шарль Сушон. Оба они, так же, как и отец, стали музыкантами: Пьер вместе со старшим сыном Лорана Вульзи Жюльеном сформировал группу Les Cherche Midi, а Шарль стал выступать сольно под псевдонимом Урс (фр. Ours — «медведь»).
У Алена Сушона четыре брата, а также два сводных брата и сводная сестра.
Ален Сушон имеет двойное гражданство — Франции и Швейцарии.

## Дискография

### Студийные альбомы
- 1974 : J'ai dix ans;
- 1976 : Bidon;
- 1977 : Jamais content;
- 1978 : Toto 30 ans, rien que du malheur...;
- 1980 : Rame;
- 1983 : On avance;
- 1985 : C'est comme vous voulez;
- 1988 : Ultra moderne solitude;
- 1990 : Nickel (награда Виктуар де ля мюзик в категории «Лучший альбом года», 1991);
- 1993 : C'est déjà ça;
- 1999 : Au ras des pâquerettes;
- 2005 : La Vie Théodore;
- 2008 : Écoutez d'où ma peine vient.

## Избранная фильмография
- «Я вас люблю» (1980, реж. Клод Берри);
- «Убийственное лето» (1983, по детективу Себастьяна Жапризо, реж. Жан Беккер)
- «Джейн Б. глазами Аньес В.» (1988,  реж. Аньес Варда)